# Norbert Mayer (Schriftsteller)
Norbert Mayer (* 1958 in Egg, Vorarlberg) ist ein österreichischer Schriftsteller.

## Leben
Norbert Mayer lebt in Schwarzenberg. Er veröffentlichte in Anthologien, Kunstkatalogen und Literaturzeitschriften. Von 1980 bis 1983 arbeitete er als Lehrer an einer Volksschule im Bregenzerwald. Mayer schreibt Lyrik, Kurzgeschichten, Kinder- und Jugendtheaterstücke. Im Rahmen seiner Projekte arbeitete er mit Musikern und bildenden Künstlern zusammen. Im Jahr 2000 erhielt er das Vorarlberger Literaturstipendium. Beim Feldkircher Lyrikpreis 2003 errang Mayer den zweiten Platz. 2011 erhielt er den Jurypreis beim Irseer Pegasus.
Neben den Buchpublikationen veröffentlichte Mayer auch in Anthologien, Literaturzeitschriften und im Radio.

## Werke
- seanno: Gedichte in Bregenzerwälder Mundart, Neugebauer Verlag, Graz 2008
- Wortungen, Gedichte, Haymon Verlag, Innsbruck 2004
- Die Rossquelle, Haymon Verlag, Innsbruck 1996
- simultan. stimulation. Kunstbuchedition mit Harald Gfader, Feldkirch 1990
- und sie dreht sich noch, Gedichte, München 1989